# أليسيا إيكا
أليسيا إيكا (بالإسبانية: Alicia Ika)‏ هي موسيقية وممثلة تشيلي، ولدت في 8 أكتوبر 1976 في هانجا روا في تشيلي.

## وصلات خارجية
- أليسيا إيكا على موقع IMDb (الإنجليزية)
- أليسيا إيكا على موقع قاعدة بيانات الفيلم (الإنجليزية)